# Сухе Брезово
Сухе Брезово (словац. Suché Brezovo) — село, громада в окрузі Вельки Кртіш, Банськобистрицький край, центральна Словаччина, історичний регіон Новоград. Кадастрова площа громади — 11,48 км². Населення — 98 осіб (за оцінкою на 31 грудня 2017 року).

## Історія
Перша згадка 1573 року.

## Населення
| Рік:            | 1994. | 2004.    | 2014.    | 2024.    |
| --------------- | ----- | -------- | -------- | -------- |
| Кількість осіб: | 138   | 122      | 101      | 77       |
| Різниця:        |       | -11,59 % | -17,21 % | -23,76 % |

| Рік:            | 2023. | 2024.   |
| --------------- | ----- | ------- |
| Кількість осіб: | 78    | 77      |
| Різниця:        |       | -1,28 % |